# Nadleśnictwo Grodzisk
Nadleśnictwo Grodzisk – jednostka organizacyjna Lasów Państwowych podległa Regionalnej Dyrekcji Lasów Państwowych w Poznaniu, której siedziba znajduje się w Lasówkach koło Grodziska Wielkopolskiego. Nadleśnictwo położone jest na terenie powiatów: grodziskiego, nowotomyskiego i szamotulskiego. Większość jego terenów należy do mezoregionu Pojezierza Poznańskiego, a niewielka część do mezoregionu Doliny Środkowej Obry.
Powierzchnia nadleśnictwa wynosi 22 271, 72 ha. Zasięg terytorialny obejmuje 72657 ha. Obszar Nadleśnictwa tworzy ponad 200 kompleksów leśnych i działek, przy czym powierzchnia większości z nich zawiera się w przedziale 1,0- 5,0 ha.
Lesistość Nadleśnictwa wynosi około 31,99%. Większość powierzchni leśnej zajmują drzewostany z panującymi gatunkami iglastymi. Sosna zajmuje 87% powierzchni leśnej.
W pobliżu siedziby nadleśnictwa w Lasówkach znajduje się wydzielone z terenu leśnego założenie parkowe (12,20 ha) z ponad 100-letnim drzewostanem w tym kilkoma pomnikowymi drzewami. Uchwałą Rady Miasta i Gminy z dnia 5 listopada 1991 obszar ten uznano za chroniony.
Do Nadleśnictwa należy także Ośrodek Szkoleniowo-Wypoczynkowy w Porażynie.